# إدغار ديفيس
إدغار ديفيس (بالإنجليزية: Edgar Davis)‏ هو عداء سريع جنوب أفريقي، ولد في 2 سبتمبر 1940 في كيمبرلي في جنوب أفريقيا.

## وصلات خارجية
- إدغار ديفيس على موقع أوليمبيديا (الإنجليزية)